# Andorre aux Jeux olympiques d'été de 2024
Andorre participe aux Jeux olympiques de 2024 à Paris. Il s'agit de sa 13e participation à des Jeux olympiques d'été.
La délégation est composée de deux athlètes, tous les deux ayant décroché leur quota par leur performances, l'athlète Nahuel Carabaña (en) et la céiste Mònica Dòria Vilarrubla, qui sont de fait les porte-drapeaux de la délégation

## Nombre d’athlètes qualifiés par sport
Voici la liste des qualifiés et sélectionnés andorrans par sport (remplaçants compris) :
| Sport       | Hommes | Femmes | Total |
| ----------- | ------ | ------ | ----- |
| Athlétisme  | 1      |        | 1     |
| Canoë-kayak |        | 1      | 1     |
| Total       | 1      | 1      | 2     |

## Résultats

### Athlétisme

#### Hommes
| Nahuel Carabaña | 3 000 m steeple | 8 min 19 s 44 | 7e | Non disputé | Non disputé | Non disputé | Non disputé | Non disputé | Non disputé | Non disputé | Non disputé |

### Canoë-kayak
| Athlète                 | Compétition | Éliminatoires | Éliminatoires | Éliminatoires | Éliminatoires | Éliminatoires  | Éliminatoires | Demi-finales | Demi-finales | Finale      | Finale      |             |             |
| Athlète                 | Compétition | Manche 1      | Manche 1      | Manche 2      | Manche 2      | Meilleur temps | Rang          | Demi-finales | Demi-finales | Finale      | Finale      |             |             |
| Athlète                 | Compétition | Temps         | Rang          | Temps         | Rang          | Meilleur temps | Rang          | Temps        | Rang         | Temps       | Rang        |             |             |
| ----------------------- | ----------- | ------------- | ------------- | ------------- | ------------- | -------------- | ------------- | ------------ | ------------ | ----------- | ----------- | ----------- | ----------- |
| Mònica Dòria Vilarrubla | C1 femmes   | 101 s 28      | 3e            | 151 s 68      | 19e           | 101 s 28       | 3e            | 106 s 53     | 3e           | 113 s 58    | 6e          |             |             |
| Mònica Dòria Vilarrubla | K1 femmes   | 95 s 93       | 4e            | 98 s 51       | 15e           | 95 s 93        | 10e           | 156 s 28     | 22e          | Non disputé | Non disputé | Non disputé | Non disputé |

| Mònica Dòria Vilarrubla | KX1 femmes | 73 s 15 | 9e | 1re | 2e | 4e | Non disputé | Non disputé | Non disputé | Non disputé |